# Деніел Деннет
Де́ніел Кле́мент Де́ннет (англ. Daniel Clement Dennett; 28 березня 1942, Бостон — 19 квітня 2024) — американський філософ та когнітивіст. Основні теми його досліджень належать до таких напрямків, як філософія свідомості, філософія науки та філософія біології. Професор філософії та співдиректор Центру когнітивних досліджень Університету Тафтса. Деннет є примітним критиком релігії та членом руху Brights.

## Біографія
Народився в родини історика. 1963 року отримав бакалаврський ступінь з філософії в Гарварді. Потім продовжив навчання в Оксфордському університеті у Гілберта Райла, під чиїм керівництвом здобув ступінь доктора філософії.
З 1965 до 1971 року працював в Каліфорнійському університеті, з 1971 року викладає в Університеті Тафтса. Читав курси в Гарварді, Піттсбурзі, Оксфорді та паризькій Вищій нормальній школі, Лондонській школі економіки й соціальних наук та Американському університеті в Бейруті.
Двічі одержував Ґуґґенгаймську стипендію, а також Фулбрайтівську стипендію.
Деннет є членом Комітету скептичних досліджень та Американської академії мистецтв і наук.
2004 року Американська гуманістична асоціація присвоїла йому звання гуманіста року. Лауреат Премії Еразма 2012 року
Захоплюється скульптурою. Проживає з дружиною Сьюзен Белл Деннет у Північному Ендовері, штат Массачусетс. Має двох дітей.

## Науковий доробок і погляди
Натуралістичний погляд на людину
Теза Чарльза Дарвіна про те, що людина є природною істотою, яка в процесі еволюції вийшла з світу тварин, зобов'язує нас, за Деннетом, до натуралістичного погляду на людину. Тобто Деннет вважає, що в природі людини немає нічого принципово неосяжного й загадкового, що не можли б з часом пояснити природничі науки. Ця позиція, на думку Деннета, призводить до висновку, що теорія еволюції відіграє центральну роль в поясненні людської поведінки і мислення. Проте культурна еволюція не може бути пояснена через селекцію генів. Деннет підтримує тут концепцію Річарда Докінза про мем, який розглядається, як своєрідний аналог гена на рівні людської культури.
Деннет називає себе атеїстом, проте визнає, що його певність щодо неіснування бога відповідає певності щодо неіснування й інших недоказових тверджень (пор. чайник Рассела). Деннет є членом руху Brights, члени якого вважають себе прихильниками натуралістичного світосприйняття. 2003 року Деннет підтримав створення руху Brights статею The Bright Stuff, опублікованою в газеті New York Times. Ця стаття починалася такими словами:
«Прийшов час для нас, Brights, заявити про свою позицію. Що таке Bright? Bright — це особа з натуралістичним світоглядом, вільним від надприродного. Ми, Brights, не віримо в духів, ельфів або пасхальних зайчиків — або в Бога».
Емпіричне пояснення свідомості
Під час навчання на Деннета мала великий вплив філософська концепція Декарта. Проте він спробував продемонструвати, в чому були хибними припущення Декарта щодо природи людської свідомості. Деннет відкидає картезіанський онтологічний дуалізм і виступає як прихильник функціоналізму.
Своє наближення до розуміння свідомості Деннет сформулював таким чином:
«Свідомий людський дух є чимось на кшталт секвенційної віртуальної машини, яка — неефективно — імплементована на паралельному комп'ютері, що ним нас наділила еволюція.»
За допомогою поняття картезіанський театр Деннет виступає проти уявлення про те, що в мозку існує якесь центральне місце, де нейронні процеси переходять у зміст свідомості. За Деннетом, свідомість нагадує не так телебачення, як славу.
Проблема кваліа

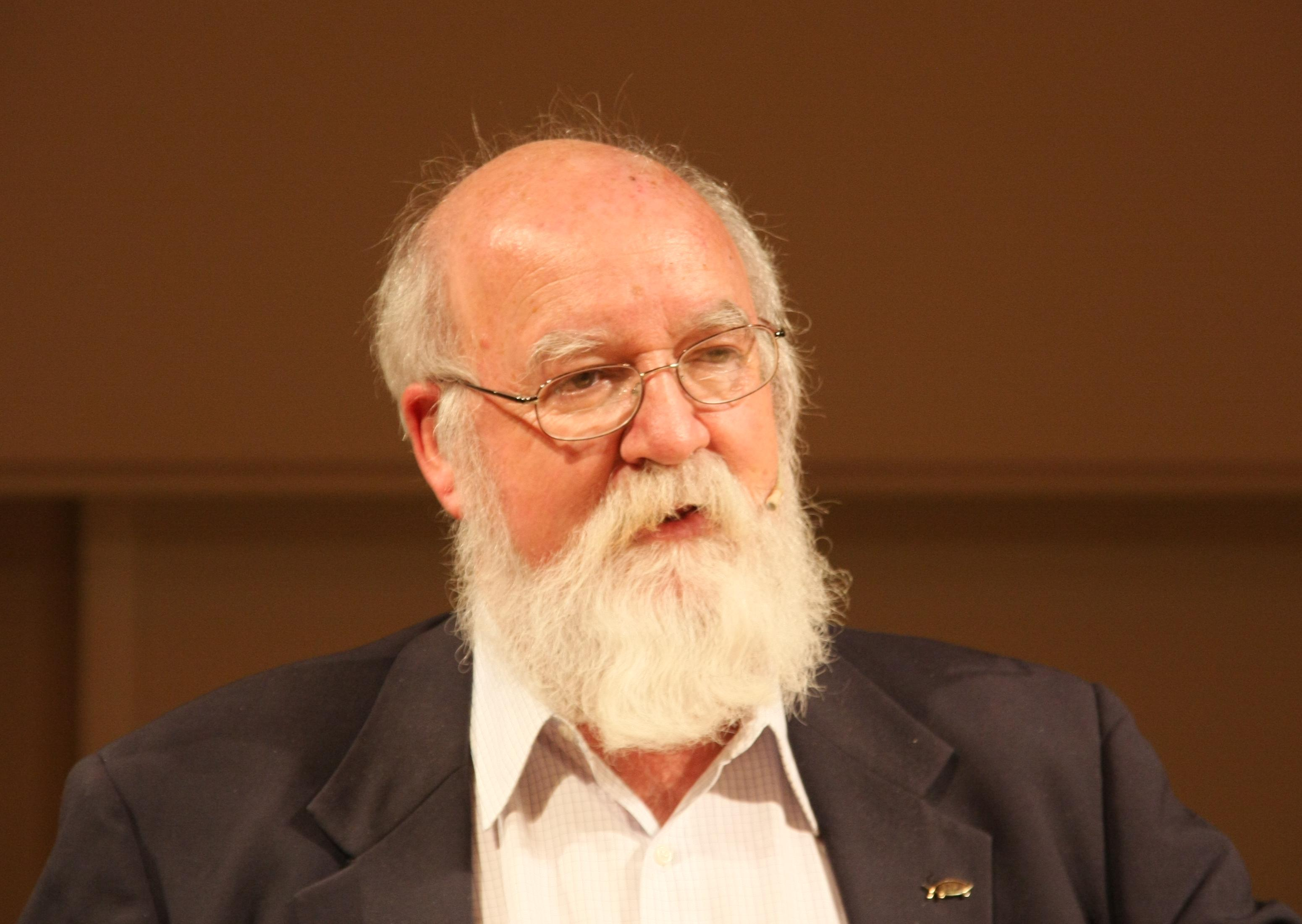
Деніел Деннет у жовтні 2008 року

На думку Деннета, свідомість у майбутньому може бути повністю пояснена засобами нейронауки та когнітивної науки. Тут класичною проблемою вважається проблема кваліа, тобто змісту переживання ментальних станів. Якщо людина вколе себе голкою, то це призводить не лише до певної активності у мозку й врешті до певної поведінки, але й до відчуття болю. Той факт, що активність у мозку не відбувається без відчуття болю, свідчить, на думку Деннета, про те, що кожне переживання свідомості поєднане з неврологічним процесом. Деннет спирається тут на формулювання проблеми кваліа, запропоноване зокрема Томасом Нагелем, Джозефом Левіним та Девідом Чалмерсом.
Більшість натуралістично налаштованих філософів намагаються показати, чому переживання утворюється з певного процесу мозкової діяльності чи функціонального стану. Натомість Деннет вважає, що проблема кваліа є позірною проблемою. На прикладі аналізу емпіричного експерименту з так званою «сліпотою на зміни», Деннет показав, що твердження про кваліа можуть бути доступними через гетерофеноменологію, або ж вони є недоступними з перспективи від першої особи.
Свобода і самосвідомість
Натуралістична програма часом викликає занепокоєння, оскільки підважує класичні поняття свободи й самосвідомості. Незважаючи на те, що Деннет загалом не цурається радикальних висновків, що випливають з натуралістичної програми, проте він певною мірою відстоює поняття свободи й самосвідомості.
Аби дати відповідь на питання, чи наділена людина свободою, слід спершу з'ясувати, яка саме свобода мається на увазі. Якщо під свободою розуміють (часткову) незалежність від законів природи, то, за Деннетом, людина такої свободи не має. Коли ж розуміти свободу, як усвідомлену діяльність з максимально можливою користю, то така свобода має право на існування. Саме другому розумінню свободи Деннет надає перевагу.
Подібну ситуацію вбачає Деннет і щодо проблеми самосвідомості. Якщо самосвідомість чи самість розуміють, як якусь нематеріальну субстанцію чи загальний функціональний центр в мозку, то, на думку Деннета, її не існує. Проте Деннет вважає, що всі люди наділені самістю чи самосвідомістю в іншому сенсі: у власних історій життя утворюються лейтмотиви, повтори, особливі ознаки. Саме це утворює самість людського індивіда, яку Деннет називає центром наративної гравітації (center of narrative gravity). Самість існує лише через те, що людина розмовляє мовою слів або жестів.
У книзі From Bacteria to Bach and Back: The Evolution of Minds Деннет ставить парадоксальне питання:
Як повільний, нерозумний процес міг побудувати річ, яка могла побудувати річ, якої повільний нерозумний процес не міг побудувати самостійно?
Оригінальний текст (англ.)
How could a slow, mindless process build a thing that could built a thing that the a slow mindless process couldn't build on its own?

## Праці
- Content and Consciousness, 1969, London: Routledge & Kegan Paul and New York: Humanities Press.
- Brainstorms: Philosophical Essays on Mind and Psychology, 1978, Montgomery, VT: Bradford Books and Hassocks.
- The Mind's I: Fantasies and Reflections on Self and Soul, 1981, with Douglas R. Hofstadter, New York: Basic Books
- Elbow Room: The Varieties of Free Will Worth Wanting, 1984, Cambridge, MA: Bradford Books/MIT Press
- The Intentional Stance, 1987, Cambridge, MA: Bradford Books/MIT Press.
- Consciousness Explained, 1991, Boston: Little, Brown
- Darwin's Dangerous Idea: Evolution and the Meanings of Life, 1995, New York: Simon & Schuster
- Kinds of Minds, New York, Basic Books, 1996
- Brainchildren — Essays on Designing Minds, MIT Press, Bradford Book, 1998.
- Freedom Evolves, Allen Lane Publishers, 2003.
- Sweet Dreams. Philosophical Obstacles To A Science Of Consciousness, MIT Press, Bradford Book, 2005
- Breaking the Spell: Religion as a Natural Phenomenon, Viking Books, 2006
- Science and Religion. Are they Compatible? (with Alvin Plantinga). Oxford University Press, 2010. ISBN 9780199738427.
- From Bacteria to Bach and Back: The Evolution of Minds (W. W. Norton & Company — February 2017) (ISBN 978-0-393-24207-2)